# Arne William Hellberg
Arne Hellberg, född 22 maj 1932 i Gamlestaden, Göteborg, död 24 september 1983, var en svensk pistolskytt.  
Arne William Hellberg tog silver i TV-pokalen 1964 och i Polisens Precisionsskytte 1958. Han blev också femma i VM i fripistol 1962.
Han har också vunnit flera SM-tävlingar.